# Herfried Apel
Herfried Apel (* 15. Dezember 1929 in Berlin-Lankwitz) ist ein ehemaliger Wirtschaftsmanager mit zahlreichen ehrenamtlichen Aufgaben. Er hat die Lichtenberger Musikstiftung Herfried Apel ins Leben gerufen.

## Leben
Apel erfuhr ein typisches Schicksal der Jahrgänge, die gerade noch zu jung für den regulären Kriegseinsatz waren, aber vom Regime für deren verbrecherischen Ziele ideologisch erfasst und missbraucht werden konnten. Später – bei Einführung der Wehrpflicht für die Bundeswehr 1956 – kam ihm andererseits die Tatsache, dass er weißer Jahrgang ist, insofern zugute, als dass diese Jahrgänge gar nicht erst eingezogen wurden. Er verfasste eine Dokumentation über sein Leben, worin besonders der Spannungsbogen vom familiär voll gestützten Eingebundensein in das Regime bis zur erschreckenden Erkenntnis des Getäuschtseins beschrieben wird: Woher kam ich? Wohin ging ich?
Nur knapp entging Apel dem Tod während eines Bombenangriffs auf Kitzingen, dem Mutter und Schwester zum Opfer fielen. Am Ende des Krieges war er Vollwaise und musste sich allein um einen Start ins Berufsleben kümmern. Das gelang mit der Maurer-Gesellenprüfung (1949) und dem Abschluss des Wirtschaftsabiturs an der Höheren Handelsschule in Würzburg (1950).
Apel machte sich 1956 selbständig, zunächst als Vertreter für Lacke und anderes Maler-Zubehör. Er kam so in Berührung mit der gut verbreiteten Marke Caparol und bewarb sich daraufhin bei den Deutschen Amphibolin-Werken (DAW) in Ober-Ramstadt. Er erhielt die Aufgabe, eine Tochterfirma aufzubauen: DISBON, deren Geschäftsführer er wurde. In den mehr als 36 Jahren seiner Tätigkeit für die Disbon-Gesellschaft machte er diese zu einem in der Baubranche bekannten Unternehmen für Spezialprodukte (DISpersion und BetON) und wurde für seine Verdienste vom Leiter der DAW, Dr. Klaus Murjahn, 1993 zum Ehrengeschäftsführer auf Lebenszeit ernannt. 
Herfried Apel ist seit 1963 verheiratet mit der durch ihre umfangreiche Hermann-Hesse-Dokumentation bekannt gewordenen Ursula Apel, geb. Berbig. Aus der Ehe gingen drei Kinder hervor.

## Ehrenämter
Apel engagierte sich bei den Wirtschaftsjunioren der IHK Darmstadt und war deren Vorsitzender 1966 bis 1968. Später diente er dieser Kammer als Mitglied des Prüfungsausschusses für Bürokaufleute.
Von 1969 an bekleidete er über 24 Jahre das Amt eines Vorstandsmitgliedes der AOK Darmstadt-Dieburg.
Auf kommunaler Ebene war er für die Gemeinde Fischbachtal in verschiedenen Funktionen tätig, u. a. als Ortsvorsteher seines Wohnortes Lichtenberg. 10 Jahre leitete er den Verkehrs- und Verschönerungsverein Fischbachtal-Lichtenberg.
Als Vater von drei Kindern war er auch in der Schulpolitik aktiv, so als Vorsitzender des Schulelternbeirats der Grundschule in Fischbachtal.
Apel war 30 Jahre lang – von 1973 bis 2003 – als Handelsrichter am Landgericht Darmstadt tätig (6. Kammer für Handelssachen). Er wurde zum Vizepräsidenten des Bundesverbandes der Richter in Handelssachen gewählt und hielt dieses Amt elf Jahre inne. 2024 wurde er zum Ehrenpräsidenten dieses Verbandes ernannt.

## Lichtenberger Musikstiftung
Als Mitbegründer der Lichtenberger Schlosskonzerte (seit 1971) stiftete Apel den mit 5000 € dotierten Lichtenberger Musikpreis, indem er die Lichtenberger Musikstiftung Herfried Apel gründete. Der Preis wurde 2004 zum ersten Mal verliehen und geht alle zwei Jahre aus den Erträgen der Stiftung an besonders begabte Nachwuchsmusiker.

## Auszeichnungen
- 1945 Verwundetenabzeichen in Schwarz
- 1986 Ehrenbrief des Landes Hessen
- 2004 Verdienstkreuz am Bande des Verdienstordens der Bundesrepublik Deutschland